# Kalendarium prezydentury Wojciecha Jaruzelskiego
Kalendarium prezydentury Wojciecha Jaruzelskiego (19 lipca 1989 - 22 grudnia 1990)

## Prezydent PRL
- 19 lipca 1989 roku Zgromadzenie Narodowe wybrało Wojciecha Jaruzelskiego na Prezydenta PRL. Za głosowało 270 członków Zgromadzenia, przeciw głosowało 233, wstrzymało się od głosu 34
- 25 lipca prezydent Jaruzelski odbył rozmowę z przewodniczącym Stowarzyszenia PAX - Zenonem Komenderem oraz spotkał się z Lechem Wałęsą
- 28 lipca prezydent spotkał się z prymasem Polski Józefem Glempem
- 29 lipca prezydent Jaruzelski zrezygnował z  funkcji I Sekretarza KC PZPR, którą objął Mieczysław Rakowski
- 1 sierpnia prezydent Jaruzelski dokonał odsłonięcia pomnika Powstania Warszawskiego na placu Krasińskich
- 19 sierpnia prezydent Jaruzelski powierzył Tadeuszowi Mazowieckiemu misję utworzenia pierwszego w powojennej Polsce rządu niekomunistycznego
- 26 sierpnia W. Jaruzelski przyjął przebywającego w Polsce przewodniczącego Komitetu Bezpieczeństwa Państwowego ZSRR Władimira Kriuczkowa
- 5 października prezydent Jaruzelski przyjął w Belwederze uczestników czterdziestego, jubileuszowego posiedzenia Rady Wojskowej Zjednoczonych Sił Zbrojnych Państw-Stron Układu Warszawskiego
- 7 października w Berlinie, w czasie obchodów 40-lecia powstania Niemieckiej Republiki Demokratycznej, W.Jaruzelski odbył spotkanie z sekretarzem generalnym KC KPZR, przewodniczącym Prezydium Rady Najwyższej ZSRR Michaiłem Gorbaczowem
- 25 października prezydent Wojciech Jaruzelski przyjął przebywającego w Polsce z oficjalną wizytą ministra Spraw Zagranicznych ZSRR Eduarda Szewardnadze
- 2 listopada Wojciech Jaruzelski spotkał się z przebywającym w Polsce z wizytą przewodniczącym Rady Państwa NRD, sekretarzem generalnym KC NSPJ, Egonem Krenzem
- 17 listopada prezydent Jaruzelski przyjął przebywającego w Polsce z roboczą wizytą naczelnego dowódcę Sił Zbrojnych Układu Warszawskiego radzieckiego generała armii Piotra Łuszewa
- 2 grudnia w związku z obchodami Barbórki prezydent W.Jaruzelski przebywał na Śląsku. Podczas swojej wizyty złożył wieniec na miejscu upamiętniającym śmierć górników kopalni "Wujek", poległych w grudniu 1981 r. Do Księgi pamiątkowej kopalni wpisał następujące słowa: Płynęły przez polską ziemie potoki polskiej krwi. Tej, która tu została razem przelana mogliśmy uniknąć. Niech pamięć o Niej będzie przestrogą dla Żywych i hołdem dla Ofiar
- 4 grudnia prezydent Jaruzelski wziął udział w moskiewskim spotkaniu informacyjnym przywódców państw-stron Układu Warszawskiego. Do Moskwy udał się wraz z premierem Tadeuszem Mazowieckim oraz ministrem spraw zagranicznych Krzysztofem Skubiszewskim. Obecny był także I sekretarz KC PZPR Mieczysław F. Rakowski. Spotkał się on m.in. z Aleksandrem Jakowlewem oraz  premierem Węgier Miklosem Nemethem

## Prezydent RP
- 29 grudnia 1989 roku weszła w życie ustawa o zmianie nazwy państwa na "Rzeczpospolita Polska" - Wojciech Jaruzelski stał się tym samym pierwszym prezydentem III RP
- 25 stycznia 1990 roku Jaruzelski przyjął w Warszawie prezydenta Czechosłowacji Václava Havla
- 4 lutego prezydent Jaruzelski wziął udział w konferencji w Davos
- 10 lutego prezydent Jaruzelski wziął udział w uroczystości zaślubin Polski z morzem w Pucku
- 13 kwietnia w czasie wizyty w Związku Radzieckim generał otrzymał od Michaiła Gorbaczowa pochodzące z radzieckich archiwów dokumenty dotyczące zbrodni katyńskiej; Gorbaczow ujawnił prawdę o Katyniu - przyznał po raz pierwszy, iż zbrodni dokonało NKWD
- 14 kwietnia Jaruzelski złożył wieniec w Katyniu na płycie symbolicznego grobu upamiętniającego śmierć polskich oficerów
- 10 lipca prezydent uchylił uchwałę z lipca 1974 roku w sprawie nadania Leonidowi Breżniewowi Krzyża Wielkiego Orderu Virtuti Militari
- 16 sierpnia prezydent Jaruzelski odwiedził sanktuarium na Jasnej Górze po pożarze w klasztorze. W klasztorze spotkał się z prymasem Polski kardynałem Józefem Glempem
- 18 września prezydent Jaruzelski wziął udział w spotkaniu polityków w siedzibie prymasa Polski; zapowiedział złożenie urzędu
- październik wizyta W.Jaruzelskiego w Sanktuarium Maryjnym w Licheniu
- 14 października spotkanie z byłym prezydentem USA Ronaldem Reaganem
- 25 listopada w dniu pierwszych wyborów prezydenckich W.Jaruzelski udzielił wywiadu TVP wyjaśniając przyczyny skrócenia swojej kadencji
- 11 grudnia prezydent Jaruzelski wygłosił ostatnie przemówienia w którym m.in. wyraził ubolewanie z powodu niedogodności spowodowanych wprowadzeniem stanu wojennego; mówił m.in.: Każda krzywda, ból, niesprawiedliwość mają własne imię. Jestem świadom, że było ich niemało. Tkwi to we mnie jak cierń. Jako żołnierz wiem, że dowódca, a więc każdy przełożony odpowiada i za wszystko i za wszystkich. Słowo >przepraszam< może zabrzmieć zdawkowo. Innego jednak nie znajduję. Chcę więc prosić o jedno: jeśli czas nie ugasił w kimś gniewu lub niechęci - niechaj będę one skierowane przede wszystkim do mnie.
- 22 grudnia zgodnie z ustawą konstytucyjną o zmianie Konstytucji RP z chwilą zaprzysiężenia nowo wybranego prezydenta RP kadencja prezydencka Wojciecha Jaruzelskiego wygasła.